# Viggo Bjørnbak
Viggo Bjørnbak (16. april 1853 – 12. oktober 1892) var en dansk politiker og redaktør, søn af pacifisten og politikeren Lars Bjørnbak.
Viggo Bjørnbak drev i årene 1878-1886 Viby Højskole og udgav den af faderen grundlagte avis Aarhus Amtstidende. Han blev valgt til Folketinget i 1884 og 1887. Bjørnbak døde i 1892.